# Jónas Tór Næs
Jónas Tór Næs lub Jónas Þór Næs (ur. 27 grudnia 1986 w Thorshavn na Wyspach Owczych) – farerski piłkarz występujący na pozycji prawego obrońcy w klubie B36 Tórshavn oraz w reprezentacji Wysp Owczych. Næs ma islandzkie korzenie, pochodzi stamtąd jego matka.

## Kariera klubowa
Næs rozpoczynał juniorską karierę w klubach ze swojego rodzinnego miasta – HB Tórshavn oraz B36 Tórshavn. Następnie, w roku 2005 przeniósł się do kopenhaskiego BK Frem, występującego wówczas drugiej lidze duńskiej. W pierwszym sezonie zagrał jedynie w jednym meczu przeciwko Dalum IF, a jego klub zajął trzecie miejsce w tabeli, w drugim zaś wystąpił w 21 spotkaniach, a jego drużyna była dziesiąta. W sezonie 2006/07 zagrał jedynie w sześciu meczach serii jesiennej, a następnie przeniósł się do Fremad Amager, gdzie grali wówczas jego rodacy – Todi Jónsson oraz Andrew av Fløtum. Zagrał tam do końca sezonu w dziesięciu meczach, a jego klub szesnaste (ostatnie) miejsce w tabeli duńskiej drugiej ligi.
28 czerwca 2007 roku piłkarz wrócił na archipelag Wysp Owczych, by dołączyć do składu pierwszoligowego AB Argir. Zagrał łącznie w jedenastu spotkaniach, z których pierwsze przeciwko KÍ Klaksvík odbyło się 4 lipca i zakończyło się porażką AB 0:1. Næs rozegrał łącznie 11 spotkań w barwach drużyny. AB Argir zajęło wówczas dziewiątą pozycję w tabeli, co spowodowało spadek klubu do 1. deild.
Na początku roku 2008 Næs podpisał półroczny kontrakt z duńskim Køge BK, rozgrywającym mecze w drugiej lidze. Z uwagi na złą sytuację finansową klubu był to kontrakt amatorski. Zawodnik wystąpił w dwunastu spotkaniach, a następnie, po wygaśnięciu kontraktu, podpisał umowę z farerskim pierwszoligowym NSÍ Runavík. Wystąpił w nim trzynaście razy. Klub zajął czwarte miejsce w tabeli Formuladeildin 2008.
W kwietniu 2009 roku Jónas Tór Næs dołączył do składu drugoligowego duńskiego klubu Hvidovre IF. Rozegrał dla niego siedem spotkań. W lecie 2009 powrócił do klubu BK Frem i grał w nim przez rok do lata 2010. W tym okresie zagrał dla niego siedem razy. BK Frem na koniec sezonu znalazł się na piętnastej pozycji w drugiej lidze duńskiej.
Jónas Tór Næs w lipcu 2010 roku ponownie powrócił do farerskiej ligi, podpisując kontrakt z B36 Tórshavn. Po raz pierwszy pojawił się na boisku 29 lipca w przegranym 1:3 meczu przeciwko Víkingurowi Gøta. Łącznie wystąpił w trzynastu meczach ligowych, a jego klub zajął szóste miejsce w tabeli Vodafonedeildin 2010.
W listopadzie roku 2010 trener Valur Reykjavík Kristján Guðmundsson, który wcześniej prowadził HB Tórshavn, przekonał władze islandzkiego klubu, by podpisały kontrakt z trzema farerskimi zawodnikami, wśród których znalazł się Jónas Tór Næs. Po raz pierwszy dla nowej drużyny Næs zagrał 2 maja 2011 roku w wygranym 1:0 meczu przeciwko Hafnarfjarðar. Łącznie w sezonie 2011 zagrał w dwudziestu jeden spotkaniach i strzelił jedną bramkę 15 maja w wygranym 2:1 meczu przeciwko Fylkir. Jego drużyna zajęła wówczas piąte miejsce w tabeli.
W roku 2012 przez krótki okres grał w duńskim Fremad Amager, by w lipcu powrócić do Valur Reykjavík, znajdującego się wówczas na dziewiątym miejscu w ligowej tabeli. Næs rozpoczął swoje występy 23 lipca od przegranego 0:1 spotkania z Fram. Następnie zagrał jeszcze w dziewięciu meczach, a jego drużyna znalazła się ostatecznie na ósmym miejscu w tabeli ligowej. W 2013 roku zagrał w kolejnych 20 spotkaniach. Wraz z Valur dotarł do finału Pucharu Ligi, a jego drużyna zajęła piąte miejsce w tabeli.
W listopadzie 2013 roku podpisał kontrakt z farerskim pierwszoligowym EB/Streymur. Jego pierwszym meczem dla nowej drużyny było spotkanie z HB Tórshavn 15 marca 2014 roku, zakończone remisem 1:1. Później wystąpił jeszcze w kolejnych dwudziestu ośmiu meczach. Jego klub zajął piąte miejsce w tabeli farerskiej Effodeildin 2014.
Wobec braku możliwości wypełnienia przez EB/Streymur wymogów wynikających z kontraktu, Jónas Tór Næs podpisał na początku roku 2015 nową umowę z klubem B36 Tórshavn. W nowym składzie zadebiutował 22 lutego w meczu Superpucharu Wysp Owczych 2015, przegranym przez B36 w rzutach karnych. Po kolejnych dwóch meczach zmuszony był przerwać grę w wyniku kontuzji ramienia. Do regularnych występów powrócił pod koniec lipca. Łącznie rozegrał ich dwanaście, a jego klub został mistrzem Wysp Owczych. Næsowi pozwoliło to na rozegranie pierwszego w karierze meczu Ligi Mistrzów UEFA, 28 czerwca 2016 roku przeciwko Valletta FC, który jego klub przegrał 0:1. Dotychczas Jónas Tór Næs rozegrał dla B36 Tórshavn 43 spotkania.

## Kariera reprezentacyjna
Næs po raz pierwszy wystąpił w barwach swojego kraju w reprezentacji U-17 1 sierpnia 2001 roku w przegranym 1:4 meczu przeciwko Anglii. W reprezentacji U-19 zadebiutował 25 października 2003 w spotkaniu przeciwko Szkocji, które zakończyło się wynikiem 1:3. Łącznie wystąpił w niej sześć razy. W reprezentacji U-21 po raz pierwszy wystąpił 2 czerwca 2007 roku w meczu z Chorwacją (0:2). Wystąpił w niej siedem razy.
Pierwszym meczem Jónasa Tóra Næsa w seniorskim składzie Wysp Owczych było przegrane 3:4 towarzyskie spotkanie z Estonią 4 czerwca 2008 roku. Od tamtej pory zagrał w narodowych barwach 48 razy nie zdobywając ani jednej bramki.

## Sukcesy

### Klubowe
B36 Tórshavn
- Mistrzostwo Wysp Owczych (1x): 2015

Valur Reykjavík
- Finał Pucharu Ligi Islandzkiej (1x): 2013